# 10 janvier en sport
10 décembre 10 février
Chronologies thématiques
- Croisades
- Ferroviaires
- Disney

Le 10 janvier (10e jour de l'année) en sport.

## Événements

### XIXesiècle
- 1879
  - (Équipement sportif) : inauguration dans la banlieue de Liverpool de la patinoire Southport Glaciarium.
- 1885 :
  - (Rugby à XV /Tournoi britannique) : l'Écosse et le pays de Galles font match nul sur un score vierge à Glasgow[1].
- 1889 :
  - (Patinage de vitesse /Championnats du monde) : fin la 1re édition des Championnats du monde de patinage de vitesse à Amsterdam aux Pays-Bas. Ces championnats n'ont pas de statut officiel. Vingt-deux participants venaient de quatre pays. Aucun champion du monde n'a été nommé car personne n'a gagné trois distances. Les meilleurs coureurs étaient le Russe Alexandre Panchine, l'Américain Joe Donoghue et le Néerlandais Klaas Pander.

### XXesièclede1901à1950
- 1903
  - (Rugby à XV) : ouverture du Tournoi britannique de rugby à XV 1903 par une victoire à Swansea du pays de Galles sur l'Angleterre, 21-5.
- 1925
  - (Football gaélique) : Galway GAA remporte le Championnat d'Irlande de football gaélique.
- 1930
  - (Cricket) : la Nouvelle-Zélande débute en test cricket.
- 1932
  - (Football) : São Paulo FC est champion de l'État de Sao Paulo.
- 1942
  - (Football) : ouverture de la Copa América 1942.

### XXesièclede1951à2000
- 1953
  - (Rugby à XV) : ouverture du Tournoi des cinq nations 1953 par une victoire à Paris de la France sur l'Écosse, 11-5.
- 1959
  - (Rugby à XV) : ouverture du Tournoi des cinq nations 1959 par une victoire à Paris de la France sur l'Écosse, 9-0.
- 1970
  - (Rugby à XV) : ouverture du Tournoi des cinq nations 1970 par une victoire à Édimbourg de la France sur l'Écosse, 11-9.
- 1996
  - (Football) : ouverture de la Gold Cup 1996.

### XXIesiècle
- 2009 :
  - (Hockey sur glace) : 1er Match des étoiles de la Ligue continentale de hockey à Moscou.
- 2017 :
  - (Football /Coupe du monde) : la FIFA approuve la mise en place d'une coupe de monde à 48 équipes à partir de 2026[2].
- 2019 :
  - (Handball /Mondial masculin) : début de la 26e édition du Championnat du monde de handball qui a lieu en Allemagne dans les villes de Berlin, Cologne, Hambourg et Munich puis au Danemark dans les villes de Copenhague et de Herning jusqu'au 27 janvier 2019.
- 2024 :
  - (Handball /Euro masculin) : début de la 16e édition du championnat d'Europe masculin de handball qui se déroule jusqu'au 28 janvier 2024 en Allemagne.
- 2025 :
  - (Biathlon / Coupe du monde) : à l'occasion de la quatrième étape de la Coupe du monde 2024-2025 se déroulant à Oberhof, le Français Quentin Fillon Maillet remporte le sprint devant ses deux compatriotes Fabien Claude et Émilien Jacquelin.

## Naissances

### XIXesiècle
- 1835 :
  - Harry Wright, joueur de baseball américain. († 3 octobre 1895).
- 1873 :
  - William Lambie, footballeur écossais. (9 sélections en équipe d'Écosse). († 16 juin 1936).
  - George Orton, athlète de haies canadien. Champion olympique du 2 500 m steeple et médaillé de bronze du 400 m haies aux Jeux de Paris 1900. († 26 juin 1958).
- 1878 :
  - Richard Boon, hockeyeur sur glace canadien. († 3 mai 1961).
  - John McLean, athlète de haies américain. Médaillé d'argent du 110 m haies aux Jeux de Paris 1900. († 4 juin 1955).
- 1879 :
  - Bobby Walker, footballeur écossais. (29 sélections en équipe d'Écosse). († 28 août 1930).
- 1883 :
  - Oscar Goerke, cycliste sur piste américain. Médaillé d'argent du 2 miles aux Jeux de Saint-Louis 1904. († 12 décembre 1934).
- 1887 :
  - Maurice Olivier, footballeur français. (6 sélections en équipe de France). († 15 mai 1978).
- 1888 :
  - Alfred Birlem, footballeur puis arbitre allemand. († 13 avril 1956).
- 1900 :
  - Violette Cordery, pilote de courses automobile britannique. († 30 décembre 1983).

### XXesièclede1901à1950
- 1903 :
  - Voldemar Väli, lutteur de gréco-romaine estonien. Champion olympique des -62 kg aux Jeux d'Amsterdam 1928 puis médaillé de bronze des -66 kg aux jeux de Berlin 1936. Champion d'Europe de lutte gréco-romaine des -62 kg 1926 et 1927. († 13 avril 1997).
- 1913 :
  - Franco Bordoni, pilote de courses automobile italien. († 15 septembre 1975).
- 1914 :
  - Pierre Cogan, cycliste sur route français. († 5 janvier 2013).
- 1916 :
  - Don Metz, hockeyeur sur glace canadien. († 16 novembre 2007).
- 1918 :
  - Harry Merkel, pilote de courses automobile allemand. († 1er février 1995).
- 1921 :
  - Theodor Reimann, footballeur et ensuite entraîneur slovaque puis tchécoslovaque. (14 sélections avec l'équipe de Slovaquie et 5 avec celle de Tchécoslovaquie). († 30 août 1982).
  - Rodger Ward, pilote de courses automobile américain. Vainqueur des Indianapolis 500 1959 et 1962. († 5 juillet 2004).
- 1932 :
  - József Szécsényi, athlète de lancers hongrois. († 21 mars 2017).
- 1935 :
  - Ali Benfadah, footballeur puis entraîneur algérien. (4 sélections en équipe d'Algérie). († 2 décembre 1993).
- 1937 :
  - Gerhard Strick : footballeur professionnel allemand.
- 1938 :
  - Frank Mahovlich, hockeyeur sur glace canadien.
  - Willie McCovey, joueur de baseball américain. († 31 octobre 2018).
- 1939 :
  - Bill Toomey, athlète d'épreuves combinés américain. Champion olympique du décathlon aux Jeux de Mexico 1968. Détenteur du record du monde du décathlon du 11 décembre 1969 au 8 septembre 1972.
- 1942 :
  - Jaime Graça, footballeur portugais. (35 sélections en équipe du Portugal). († 28 février 2012).
- 1943 :
  - Jantzen Derrick, footballeur anglais.
- 1944 :
  - George Carter, basketteur américain.
- 1945 :
  - Jerome Drayton, athlète de fond canadien.
  - Wladimir Spider Sabich, skieur américain. († 21 mars 1976).
- 1946 :
  - Robert Gadocha, footballeur polonais. Champion olympique aux Jeux de Munich 1972. (65 sélections en équipe de Pologne).
- 1947 :
  - Esad Dugalić, footballeur yougoslave puis bosnien. († ? juin 2011).
- 1948 :
  - Bernard Thévenet, cycliste sur route puis dirigeant sportif et consultant TV français. Vainqueur des Tours de France 1975 et 1977, du Tour de Romandie 1972, du Critérium international de la route 1974, du Critérium du Dauphiné 1975 et 1976.
- 1949 :
  - George Foreman, boxeur américain. Champion olympique des +81 kg aux Jeux de Mexico 1968 et champion du monde des poids lourds de 1973 à 1974 et de 1994 à 1995. († 21 mars 2025).
- 1950 :
  - Patrice Carpentier, skipper et journaliste français.

### XXesièclede1951à2000
- 1951 :
  - Peer Maas, coureur cycliste néerlandais.
- 1953 :
  - Bobby Rahal, pilote de courses automobile puis dirigeant sportif américain. Vainqueur des Indianapolis 500 1986.
- 1954 :
  - John Gidman, footballeur anglais. (1 sélection en équipe d'Angleterre).
- 1955 :
  - Franco Tancredi, footballeur puis entraîneur italien. (12 sélections en équipe d'Italie).
- 1958 :
  - Eddie Cheever, pilote de F1 et de course automobile d'endurance américain. Vainqueur des Indianapolis 500 1998.
- 1959 :
  - Chandra Cheeseborough, athlète de sprint américaine. Championne olympique des relais 4 × 100 m et 4 × 400 m puis médaillée d'argent du 400 m aux Jeux de Los Angeles 1984.
  - Maurizio Sarri, entraîneur de football italien.
- 1960 :
  - Kari Heikkilä, hockeyeur sur glace puis entraîneur finlandais. Sélectionneur de l'équipe de Biélorussie de 2011 à 2012.
- 1961 :
  - William Ayache, footballeur puis entraîneur et consultant TV français. Champion olympique aux Jeux de Los Angeles 1984. (20 sélections en équipe de France).
- 1963 :
  - Kira Ivanova, patineuse artistique dames soviétique puis russe. Médaillée de bronze aux Jeux de Sarajevo 1984. († 18 décembre 2001).
  - Normand Léveillé, hockeyeur sur glace canadien.
- 1968 :
  - Luca Sacchi, nageur italien. Médaillé de bronze du 400 m 4 nages aux Jeux de Barcelone 1992. Champion d'Europe de natation du 400 m 4 nages 1991.
- 1974 :
  - Steve Marlet, footballeur puis entraîneur et consultant TV français. (23 sélections en équipe de France).
- 1976 :
  - Sandra Dijon-Gérardin, basketteuse française. Championne d'Europe de basket-ball féminin 2001. (133 sélections en équipe de France).
- 1978 :
  - Daniele Bracciali, joueur de tennis italien.
- 1980 :
  - Edina Alves Batista, arbitre de football brésilienne.
- 1983 :
  - Fregalsi Debesay, cycliste sur route érythréen. Champion d'Afrique de cyclisme sur route par équipes 2010, 2011 et 2012.
  - Ion Paulică, joueur de rugby à XV roumain. (74 sélections en équipe de Roumanie).
  - Ryan Roth, cycliste sur route canadien.
- 1984 :
  - Marouane Chamakh, footballeur franco-marocain. (65 sélections avec l'équipe du Maroc).
  - Sigamary Diarra, footballeur franco-malien. (22 sélections avec l'équipe du Mali).
  - Sébastien Le Toux, footballeur franco-américain.
  - Pierre Ragues, pilote de courses de karting et de courses d'automobile français.
- 1986 :
  - Ayanna Dyette, volleyeuse trinidadienne. († 1er juillet 2004).
  - Kirsten Flipkens, joueuse de tennis belge.
  - Naomi Halman, basketteuse néerlandaise. (44 sélections en équipe des Pays-Bas).
- 1987 :
  - Mohammad al-Sahlawi, footballeur saoudien. (41 sélections en équipe d'Arabie saoudite).
  - Laëtitia Kamba, basketteuse française. Victorieuse de l'Eurocoupe féminine de basket-ball 2015. (25 sélections en équipe de France).
- 1988 :
  - Isabelle Härle, nageuse en eau libre allemande. Championne du monde de natation du 5 km mixte par équipes 2013 et 2015. Championne d'Europe de natation du 5 km contre la monte en eau libre 2014.
  - Marvin Martin, footballeur français. (15 sélections en équipe de France).
- 1989 :
  - Ali Gabr, footballeur égyptien. (26 sélections en équipe d'Égypte).
  - Wu Jingbiao, haltérophile chinois. Médaillé d'argent des -56 kg aux Jeux de Londres 2012. Champion du monde d'haltérophilie des -56 kg 2010 et 2011.
  - Sarah Michel, basketteuse française. Médaillée de bronze aux Jeux de Tokyo 2020. Vice-championne d'Europe de basket-ball féminin 2015, 2017 et 2021 puis médaillée de bronze à celui de 2023. (130 sélections en équipe de France).
- 1990 :
  - John Carlson, hockeyeur sur glace américain.
  - Mario Innauer, sauteur à ski autrichien.
  - Flora Michoud-Godard, rink hockeyeuse française.
- 1991 :
  - Marion Lièvre, joueuse de rugby à XV française. Victorieuse du Grand Chelem 2014. (13 sélections en équipe de France).
- 1992 :
  - Lukas Pöstlberger, cycliste sur route autrichien.
  - Šime Vrsaljko, footballeur croate. Vainqueur de la Ligue Europa 2018. (52 sélections en équipe de Croatie).
- 1993 :
  - Tobias Rieder, hockeyeur sur glace allemand. (64 sélections en équipe d'Allemagne).
  - Marcel Tisserand, footballeur franco-congolais. (36 sélections avec l'équipe de la République démocratique du Congo).
  - Nisrine Daoudi, footballeuse franco-marocaine. (2 sélections avec l'équipe du Maroc).
- 1994 :
  - Faith Kipyegon, athlète de demi-fond kényane. Championne olympique du 1 500m aux Jeux de Rio 2016. Championne du monde d'athlétisme du 1 500m 2017.
  - Artem Klimenko, basketteur russe.
  - Jonas Omlin, footballeur suisse. (4 sélections en équipe de Suisse).
- 1996 :
  - Issam Ben Khemis, footballeur franco-tunisien. (1 sélection avec l'équipe de Tunisie).
- 1997 :
  - Luka Ašćerić, basketteur autrichien.
  - Ibrahima Fall Faye, basketteur sénégalais.
  - Peato Mauvaka, joueur de rugby à XV français. (29 sélections en équipe de France).
  - Ablaikhan Zhussupov, boxeur kazakh.
- 1998 :
  - Clara Joyeux, joueuse de rugby à XV française. (42 sélections en équipe de France).
  - Michael Mmoh, joueur de tennis américain.
  - Tremont Waters, basketteur américain.
- 1999 :
  - Youssouf Fofana, footballeur français. (19 sélections en équipe de France).
  - Mason Mount, footballeur anglais. Vainqueur de la Ligue des champions 2021. (36 sélections en équipe d'Angleterre).
  - Mitsuki Saito, footballeur japonais.

### XXIesiècle
- 2001 :
  - Santi Aldama, basketteur espagnol. (4 sélections en équipe d'Espagne).
  - Sam Costelow, joueur de rugby à XV gallois. (18 sélections en équipe du pays de Galles).
  - Raphael Mberlina Ngaguele, athlète camerounais.
  - Arnau Puigmal, footballeur espagnol.
- 2002 :
  - Andri Baldursson, footballeur islandais. (10 sélections en équipe nationale).
  - Matías Godoy, footballeur argentin.
  - Isaiah Jackson, joueur de basket-ball américain.
  - Ansgar Knauff, footballeur allemand.
  - Pablo Maia, footballeur brésilien. (1 sélection en équipe nationale).
  - Filip Marchwiński, footballeur polonais. (2 sélections en équipe nationale).
  - Leyanis Pérez, athlète cubaine spécialiste du triple saut. Médaillée de bronze lors des Championnats du monde 2023 et vice-championne du monde aux Championnats du monde en salle de 2024.
- 2003 :
  - Cesare Casadei, footballeur italien.
  - Annamaija Oinas, coureuse de combiné nordique finlandaise.
- 2005 :
  - Julio Díaz, footballeur espagnol.
  - Elison Makolli, footballeur suédois.
- 2006 :
  - Djennah Cherif, footballeuse marocaine. (2 sélections en équipe nationale).
- 2007 :
  - Mihajlo Cvetković, footballeur serbe.

## Décès

### XXesièclede1901à1950
- 1935 :
  - Teddy Flack, 61 ans, athlète de demi-fond et joueur de tennis australien. Champion olympique du 800 m et du 1 500 m puis médaillé de bronze du double de tennis aux Jeux d'Athènes 1896. (° 5 novembre 1873).
- 1938 :
  - Jimmy Hampson, 31 ans, footballeur anglais. (3 sélections en équipe nationale). (° 23 mars 1906).

### XXesièclede1951à2000
- 1954 :
  - Rocky Kansas, 58 ans, boxeur américain. Champion du monde des poids légers entre le 7 décembre 1925 et le 3 juillet 1926. (° 21 avril 1895).
- 1960 :
  - Jean-Baptiste Laviolette, 80 ans, hockeyeur sur glace puis entraîneur canadien. (° 17 juillet 1879).
- 1970 :
  - Mario Fortunato, 65 ans, footballeur argentin. Vainqueur de la Copa América 1925. (11 sélections en équipe nationale). (° 19 mars 1905).
- 1971 :
  - Ignazio Giunti, 29 ans, pilote de course automobile italien. (° 30 août 1941).
- 1977 :
  - Jean Taris, 67 ans, nageur français. Médaillé d'argent du 400 m nage libre aux Jeux de Los Angeles 1932. Médaillé d'argent du 400 m des Championnats d'Europe de natation 1931 puis champion d'Europe de natation du 400 m et du 1 500 m 1934. (° 6 juillet 1909).
- 1978 :
  - Merlyn Phillips, 78 ans, joueur de hockey sur glace canadien. Vainqueur de la Coupe Stanley en 1926 avec les Maroons de Montréal. (° 24 mai 1899).
  - Hartwig Steenken, 36 ans, cavalier de saut d'obstacles allemand. Champion olympique de saut d'obstacles par équipes aux Jeux de Munich 1972 et champion du monde en individuel en 1974. (° 23 juillet 1941).
- 1979 :
  - Alessandro Frigerio, 64 ans, footballeur puis entraîneur suisse. (10 sélections en équipe nationale). (° 15 novembre 1914).
  - Heinrich Kleinschroth, 88 ans, joueur de tennis allemand. (° 15 mars 1890).
- 1980 :
  - César Pinteau, 70 ans, footballeur français. (° 7 janvier 1910).
- 1981 :
  - Lotte Mühe, 70 ans, nageuse allemande. Vice-championne d'Europe en 1927 puis médaillée de bronze aux Jeux olympiques d'été de 1928 du 200 mètres brasse. (° 24 janvier 1910).
- 1983 :
  - Carwyn James, 53 ans, joueur de rugby à XV gallois. (2 sélections en équipe nationale). (° 2 novembre 1929).
- 1984 :
  - Charles Fasel, 85 ans, joueur de hockey sur glace suisse. Médaillé de bronze aux Jeux olympiques d'hiver de 1928. (° 21 mai 1898).
  - Thoralf Strømstad, 86 ans, coureur de combiné nordique et fondeur norvégien. Médaillée d'argent du combiné nordique et 50 kilomètres en ski de fond lors des Jeux olympiques d'hiver de 1924. (° 13 janvier 1897).
- 1988 :
  - Ron King, 78 ans, joueur de rugby à XV puis entraîneur néo-zélandais. (42 sélections en équipe de Nouvelle-Zélande). (° 19 août 1909).
- 1992 :
  - Roberto Bonomi, 72 ans, pilote de courses automobile argentin. (° 30 septembre 1919).
  - Michel Catteeuw, 81 ans, coureur cycliste belge. (° 15 février 1910).
- 1995 :
  - Arthur Ruysschaert, 84 ans, footballeur puis entraîneur belge. (° 21 février 1910).
- 1996 :
  - Ivan Deryugin, 67 ans, pentathlonien soviétique. Champion olympique de l'épreuve par équipes des Jeux de Melbourne en 1956. (° 25 novembre 1928).
- 1997 :
  - George Lewis Young, 74 ans, footballeur écossais. (54 sélections en équipe d'Écosse). (° 27 octobre 1922).
  - Martin Pike, 76 ans, athlète britannique. Champion d'Europe du relais 4 × 400 mètres en 1950. (° 12 juillet 1920).
- 1998 :
  - Bob Brown, 57 ans, joueur américain de football américain. Vainqueur des premiers et deuxième Super Bowl avec les Packers de Green Bay. (° 23 février 1939).
- 1999 :
  - Esteban Marino, 84 ans, arbitre de football uruguayen. (° 20 mars 1914).

### XXIesiècle
- 2003 :
  - Julinho, 73 ans, footballeur brésilien. (27 sélections en équipe du Brésil). (° 29 juillet 1929).
  - Denis Zanette, 32 ans, coureur cycliste italien. (° 23 mars 1970).
- 2006 :
  - Dave Brown, 52 ans, joueur puis entraîneur américain de football américain. Vainqueur du dixième Super Bowl en 1975 avec les Steelers de Pittsburgh. (° 16 janvier 1953).
- 2007 :
  - Ray Beck, 71 ans, joueur américain de football américain. (° 25 mai 1935).
- 2008 :
  - Christopher Bowman, 40 ans, patineur artistique américain. (° 30 mars 1967).
- 2009 :
  - Marie-Françoise Lubeth, 46 ans, athlète française. (° 20 novembre 1962).
  - Sidney Wood, 97 ans, joueur de tennis américain. Vainqueur du tournoi de simple messieurs de Wimbledon en 1931. (° 1er novembre 1911).
- 2010 :
  - Roger De Corte, 86 ans, coureur cycliste belge. (° 8 août 1923).
  - Antoine Palatis, 39 ans, boxeur français. (° 24 mars 1970).
  - Torbjørn Yggeseth, 75 ans, sauteur à ski norvégien. (° 18 juin 1934).
- 2011 :
  - Cookie Gilchrist, 79 ans, joueur de football U.S. américain. (° 17 mars 1931).
  - Bora Kostić, 80 ans, footballeur yougoslave puis serbe. Champion olympique aux Jeux de Rome 1960. (33 sélections avec l'Équipe de Yougoslavie). (° 14 juin 1930).
- 2012 :
  - Takao Sakurai, 70 ans, boxeur japonais. Champion olympique des -54 kg aux Jeux de Tokyo 1964. (° 25 septembre 1941).
- 2015 :
  - Jim Hogan, 81 ans, athlète britannique. Champion d'Europe du marathon en 1966. (° 28 mai 1933).
  - Denis Tsygourov, 43 ans, joueur de hockey sur glace russe. (° 26 février 1971).
- 2016 :
  - Ivone Mufuca, 43 ans, handballeuse angolaise. Championne d'Afrique en 2002. (° 24 avril 1972).
  - Kalevi Lehtovirta, 87 ans, footballeur finlandais. (44 sélections en équipe nationale). (° 20 février 1928).
- 2017 :
  - Fernand Decanali, 91 ans, coureur cycliste français. Champion olympique de la poursuite par équipes aux Jeux d'été de 1948 à Londres. (° 8 juillet 1925).
  - Gilbert Ford, 85 ans, basketteur américain. Champion olympique aux Jeux de Melbourne 1956. (8 sélections en équipe des États-Unis). (° 14 septembre 1931).
  - Ryszard Parulski, 78 ans, fleurettiste polonais. Médaillé d'argent par équipes aux Jeux de Tokyo 1964 et de bronze par équipes aux Jeux de Mexico 1968. Champion du monde d'escrime du fleuret individuel 1961 et champion du monde d'escrime du fleuret par équipes 1963. (° 9 mars 1938).
  - Ken Wharram, 83 ans, joueur de hockey sur glace canadien. Vainqueur de la Coupe Stanley 1961 avec les Blackhawks de Chicago. (° 2 juillet 1933).
- 2018 :
  - Étienne Bally, 94 ans, athlète français spécialiste du sprint. Champion d'Europe du 100 mètres et vice-champion du 200 mètres et du relais 4 × 100 mètres aux Championnats d'Europe de 1950. (° 17 avril 1923).
  - Tommy Lawrence, 77 ans, footballeur écossais. (3 sélections en équipe nationale). (° 14 mai 1940).
- 2020 :
  - Guido Messina, 89 ans, coureur cycliste italien spécialiste de la piste. Champion olympique de la poursuite aux Jeux de 1952 et triple champion du monde de la même discipline en 1954, 1955 et 1956. (° 4 janvier 1931).
  - Petko Petkov, 73 ans, footballeur bulgare. (33 sélections en équipe nationale). (° 3 août 1946).
  - Ed Sprague, Sr., 74 ans, joueur de baseball américain. (° 16 septembre 1945).
  - Jean-Pierre Souche, 92 ans, rameur en aviron français. Médaillé de bronze du quatre sans barreur aux Championnats d'Europe de 1951. (° 2 septembre 1927).
- 2021 :
  - Hubert Auriol, 68 ans, pilote de rallye moto et de rallye auto puis dirigeant sportif et animateur de télévision français. Vainqueur des Rallye Dakar 1981, 1983 et 1992. Directeur du Rallye Dakar de 1995 à 2004. (° 7 juin 1952).
  - Christopher Maboulou, 30 ans, footballeur franco-congolais. (° 19 mars 1990).